# Nuzha del Marocco
Nuzha del Marocco (in arabo نزهة المغرب‎?; Rabat, 29 ottobre 1940 – Tétouan, 2 settembre 1977) è stata una principessa marocchina.

## Biografia

### Gioventù
La principessa Nuzha nacque nel 1940, ultimogenita di Muhammad V e di Lalla Abla.
Dopo che la famiglia reale venne esiliata nel 1953, frequentò una scuola cattolica retta dalle suore della Provvidenza. A 19 anni studiava al Cagnyta House Continuation College a Kensington.

### Matrimonio e morte
Il 29 ottobre 1964 sposò Ahmed Osman al palazzo reale di Rabat.
Morì all'età di 36 anni in un incidente automobilistico a Tétouan. Secondo quanto riferito, la sua auto uscì dalla strada in una giornata di nebbia, schiantandosi contro un albero.

## Discendenza
Nuzha del Marocco e Ahmed Osman ebbero un figlio:
- Nawfal Osman.

## Titoli e trattamento
- 29 ottobre 1940 - 2 settembre 1977: Sua Altezza Reale, la principessa Nuzha del Marocco

## Ascendenza
|                              |                     |                                           | Genitori |  |  | Nonni |  |  | Bisnonni            |  |  | Trisnonni               |  |
|                              |                     |                                           |          |  |  |       |  |  | Hasan I del Marocco |  |  | Muhammad IV del Marocco |  |
|                              |                     |                                           |          |  |  |       |  |  | Hasan I del Marocco |  |  | Muhammad IV del Marocco |  |
|                              |                     | Safiya bint Maimun bin Mohammed al-Alaoui |          |  |  |       |  |  | Hasan I del Marocco |  |  |                         |  |
| Yusuf ben al-Hasan           |                     |                                           |          |  |  |       |  |  | Hasan I del Marocco |  |  |                         |  |
|                              |                     | Ruqiya al-Amrani                          | ...      |  |  |       |  |  |                     |  |  |                         |  |
|                              |                     | Ruqiya al-Amrani                          | ...      |  |  |       |  |  |                     |  |  |                         |  |
|                              |                     | Ruqiya al-Amrani                          | ...      |  |  |       |  |  |                     |  |  |                         |  |
| Muhammad V del Marocco       |                     | Ruqiya al-Amrani                          |          |  |  |       |  |  |                     |  |  |                         |  |
|                              |                     | ...                                       | ...      |  |  |       |  |  |                     |  |  |                         |  |
|                              |                     | ...                                       | ...      |  |  |       |  |  |                     |  |  |                         |  |
|                              |                     | ...                                       | ...      |  |  |       |  |  |                     |  |  |                         |  |
| Yaqut                        |                     | ...                                       |          |  |  |       |  |  |                     |  |  |                         |  |
|                              |                     | ...                                       | ...      |  |  |       |  |  |                     |  |  |                         |  |
|                              |                     | ...                                       | ...      |  |  |       |  |  |                     |  |  |                         |  |
|                              |                     | ...                                       | ...      |  |  |       |  |  |                     |  |  |                         |  |
| Nuzha del Marocco            |                     | ...                                       |          |  |  |       |  |  |                     |  |  |                         |  |
|                              | Hasan I del Marocco | Muhammad IV del Marocco                   |          |  |  |       |  |  |                     |  |  |                         |  |
|                              | Hasan I del Marocco | Muhammad IV del Marocco                   |          |  |  |       |  |  |                     |  |  |                         |  |
|                              | Hasan I del Marocco | Safiya bint Maimun bin Mohammed al-Alaoui |          |  |  |       |  |  |                     |  |  |                         |  |
| Mohammed al-Tahar bin Hassan | Hasan I del Marocco |                                           |          |  |  |       |  |  |                     |  |  |                         |  |
|                              |                     | Ruqiya al-Amrani                          | ...      |  |  |       |  |  |                     |  |  |                         |  |
|                              |                     | Ruqiya al-Amrani                          | ...      |  |  |       |  |  |                     |  |  |                         |  |
|                              |                     | Ruqiya al-Amrani                          | ...      |  |  |       |  |  |                     |  |  |                         |  |
| Abla bint Tahar              |                     | Ruqiya al-Amrani                          |          |  |  |       |  |  |                     |  |  |                         |  |
|                              |                     | ...                                       | ...      |  |  |       |  |  |                     |  |  |                         |  |
|                              |                     | ...                                       | ...      |  |  |       |  |  |                     |  |  |                         |  |
|                              |                     | ...                                       | ...      |  |  |       |  |  |                     |  |  |                         |  |
| ...                          |                     | ...                                       |          |  |  |       |  |  |                     |  |  |                         |  |
|                              |                     | ...                                       | ...      |  |  |       |  |  |                     |  |  |                         |  |
|                              |                     | ...                                       | ...      |  |  |       |  |  |                     |  |  |                         |  |
|                              |                     | ...                                       | ...      |  |  |       |  |  |                     |  |  |                         |  |
|                              |                     | ...                                       |          |  |  |       |  |  |                     |  |  |                         |  |